# تشانج آه 4
تشانج آه 4 (بالصينية: 嫦娥四号) هي مهمّة صينية لاستكشاف القمر، تضمّ مركبة مدارية ومركبة إنزال ومتجوّل. انطلقت في 7 ديسمبر 2018 وهبطت بنجاح في الثالث من يناير 2019، وسجلت أول هبوط على الجانب المظلم او البعيد لسطح القمر، حيث سبق أن شاهدت مركبات فضائية الجانب المظلم من القمر ولكن لم تهبط عليه، وهذه هي المهمة القمرية الصينية الثانية التي تتضمن مركبة إنزال وعربة جوالة. هبطت المركبة على الجانب الآخر (الجانب المظلم) من القمر. حيث هبطت مركبة الإنزال على الجانب المظلم من القمر في 3 يناير 2019 في الساعة 02:26 بالتوقيت العالمي الموحّد (UTC). نظرا لصعوبة تبادل البيانات بين العربة والارض في الجانب البعيد للقمر فقد وضع قمر صناعي متجول في هالة نقطة لاغرانج الثانية للارض والقمر كوسيط لتبادل البيانات بين المحطة الارضية والعربة القمرية بأقل قدر من طاقة الوقود اللازمة لاعادة توضيع القمر الصناعي. تعد مهمة تشانج اه 4 هي أطول مهمة عملت على سطح القمر حتى اليوم.
تم بناء المركبة الفضائية في الأصل كنسخة احتياطية «لتشانج آه 3» ولكنها أصبحت متاحة بعد هبوط «تشانج آه 3» بنجاح في عام 2013. وقد تم تعديل تشانج آه 4 لتلبية الأهداف العلمية الجديدة. مثل سابقاتها، تم تسمية المهمة على اسم تشانج آه، إلهة القمر الصينية. 
في نوفمبر 2019، حصل فريق مهمة «تشانج آه 4» على الميدالية الذهبية من الجمعية الملكية البريطانية للطيران. وفي أكتوبر 2020، حصلت المهمة على جائزة الفضاء العالمية من الاتحاد الدولي للملاحة الفضائية. وكانت كلتاهما المرة الأولى التي تحصل فيها أي بعثة صينية على مثل هذه الجوائز.

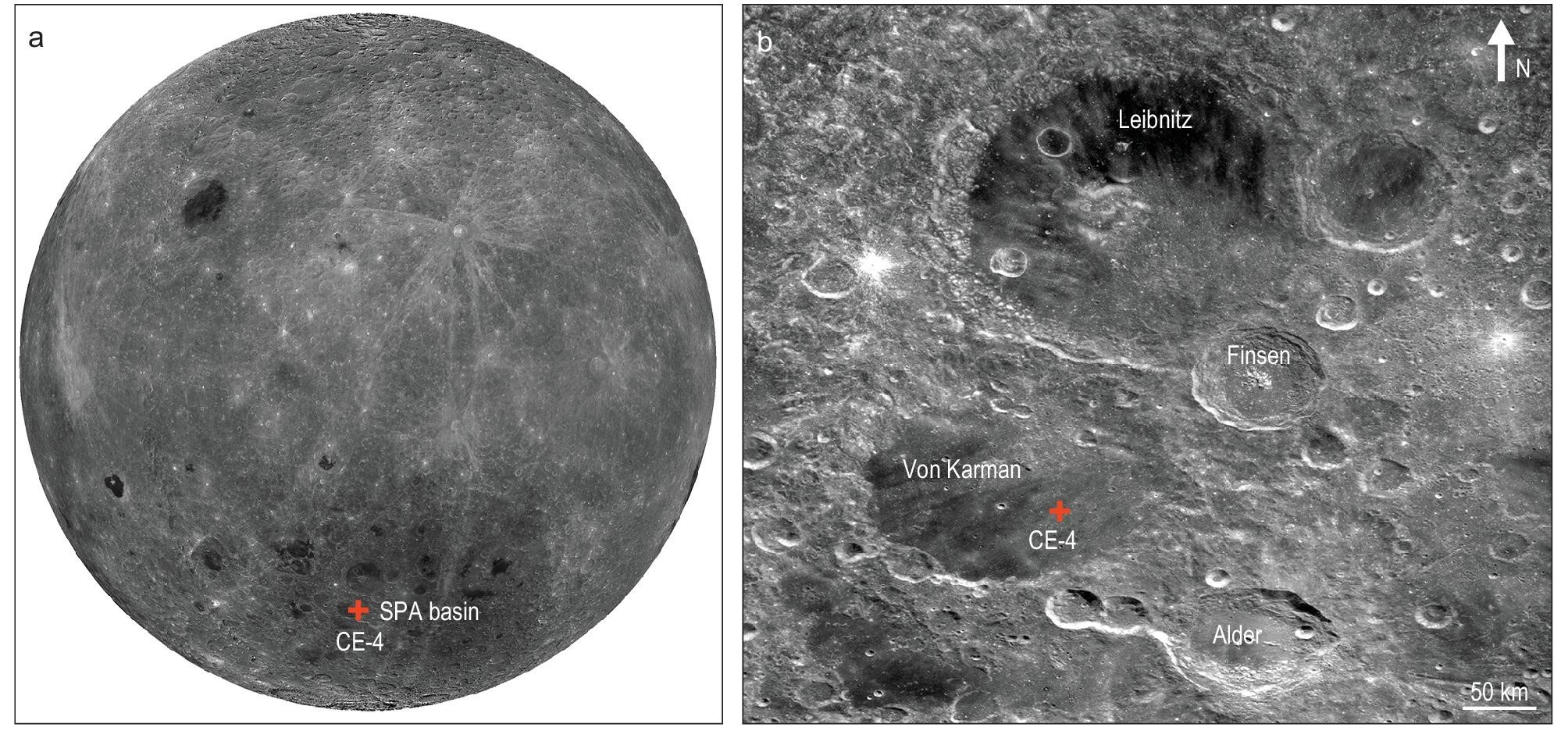
موقع منطقة هبوط «تشانج آه 4» على الجانب البعيد من القمر، وهو غير مرئي من الأرض بسبب التقييد المدِّي للقمر.

## نظرة عامة
صُمم «البرنامج الصيني لاستكشاف القمر» لتنفيذه خلال ثلاث مراحل تدريجية من التقدم التكنولوجي: الأولى هي الدخول في مدار حول القمر، وهي المهمة التي أنجزتها مركبة «تشانج آه 1» في عام 2007 و«تشانج آه 2» في عام 2010؛ والثانية هي الهبوط والتجول على سطح القمر باستخدام مركبة متجولة، مثلما فعلت «تشانج آه 3» في 2013 و«تشانج آه 4» في يناير 2019؛ والثالثة هي جمع عينات قمرية من الجانب القريب للقمر وإرسالها إلى الأرض، وهي مهمة مركبتي «تشانج آه 5» و«تشانج آه 6» المستقبليتين. يهدف البرنامج إلى تسهيل هبوط رواد الفضاء على سطح القمر في ثلاثينات القرن الحادي والعشرين وربما بناء موقع استيطاني بالقرب من القطب الجنوبي للقمر. بدأ البرنامج الصيني لاستكشاف القمر في دمج الاستثمارات الخاصة من الأفراد والشركات لأول مرة، وهي خطوة تهدف إلى تسريع الابتكار في مجال الفضاء الجوي، وخفض تكاليف الإنتاج، وتعزيز العلاقات العسكرية والمدنية.
كان من المقرر في الأصل إطلاق مهمة تشانج آه 4 في عام 2015 كجزء من المرحلة الثانية من البرنامج الصيني لاستكشاف القمر. لكن تعديل الأهداف والتصميم فرض تأخيرًا على الإطلاق، الذي جرى أخيرًا في 7 ديسمبر 2018، الساعة 18:23 بالتوقيت العالمي المنسق. دخلت المركبة الفضائية في مدار قمري في 12 ديسمبر 2018، الساعة 08:45 بالتوقيت العالمي المنسق. خُفض «حضيض» المدار إلى 15 كيلومتر (9.3 ميل) في 30 ديسمبر 2018، الساعة 00:55 بالتوقيت العالمي المنسق. جرى الهبوط في 3 يناير 2019، الساعة 02:26 بالتوقيت العالمي المنسق، بعد فترة وجيزة من شروق الشمس فوق «فوهة فون كارمان» في «حوض أيتكين» الكبير في القطب الجنوبي للقمر.
ستحاول هذه المهمة تحديد عمر وتكوين منطقة غير مستكشفة من القمر، وكذلك تطوير التقنيات اللازمة للمراحل اللاحقة من البرنامج.

## أهداف المهمة
خلّف تصادم قديم على سطح القمر فوهة كبيرة جدًا، تسمى حوض أيتكين، التي يبلغ عمقها الآن نحو 13 كيلومتر (8.1 ميل)، ويُعتقد أن التصادم الهائل كشف على الأرجح القشرة القمرية العميقة، وربما المواد الموجودة في الوشاح. إذا تمكنت تشانج آه 4 من العثور على بعض هذه المواد ودراستها، فستحصل على معلومات غير مسبوقة للبنية الداخلية للقمر وأصله. الأهداف العلمية المحددة للمهمة هي: 
1. فحص التركيبات الكيميائية للصخور والتربة القمرية.
2. قياس درجة حرارة سطح القمر خلال فترة المهمة.
3. إجراء عمليات رصد وأبحاث فلكية للترددات الراديوية المنخفضة باستخدام مرقاب راديوي.
4. دراسة «هالة الشمس»، واستكشاف خصائص وآلية إشعاعها، واستكشاف تطور وانتقال «الانبعاثات الكتلية الإكليلية» (سي إم إي) بين الشمس والأرض.

## مكونات المهمة

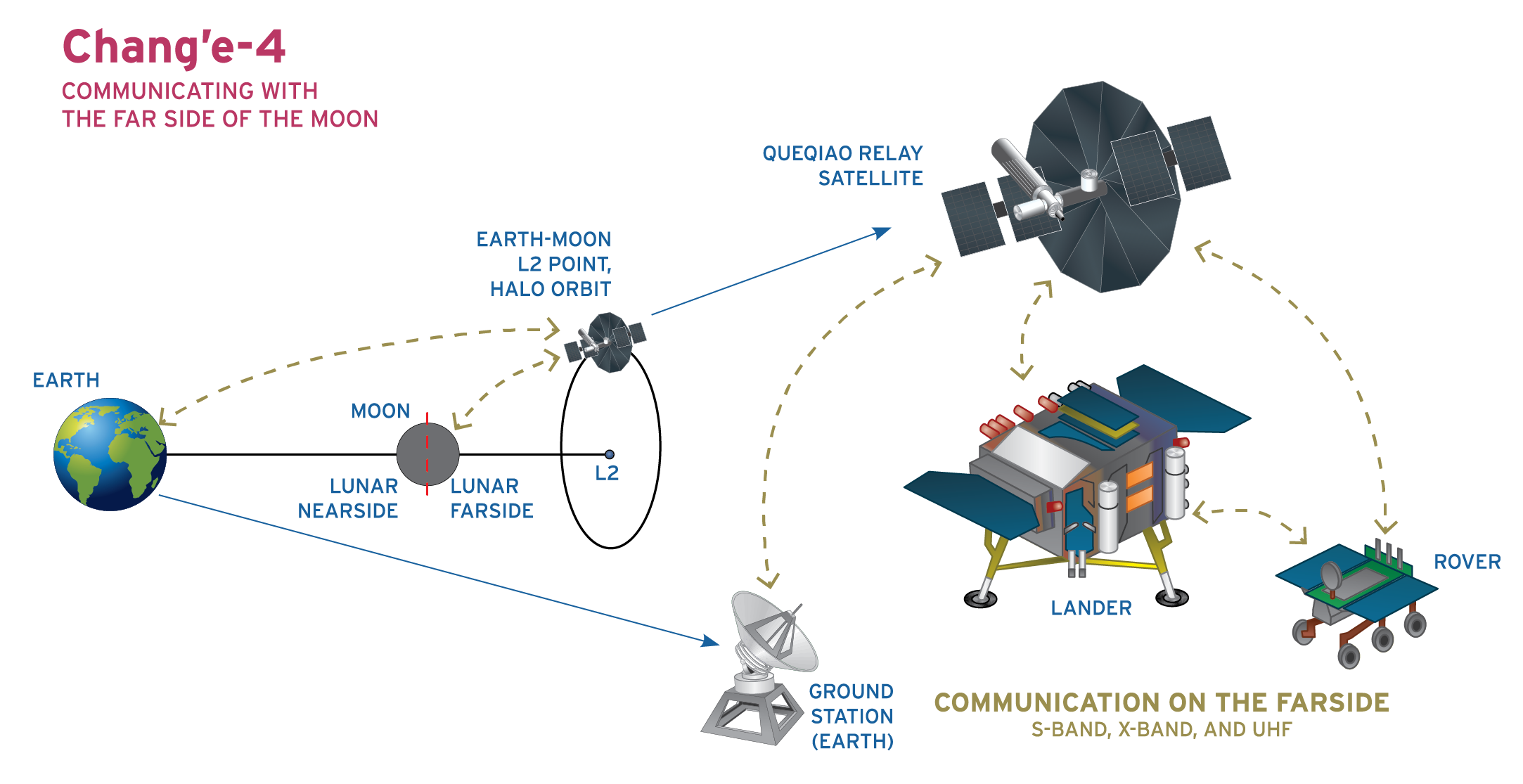
تنظيم الإتصالات مع (تشانج آه 4) على الجانب البعيد من القمر

### قمر الاتصالات الصناعي المُناوب «كويكياو»
لأن الاتصال المباشر من الجوال مع الأرض مستحيل على الجانب البعيد من القمر، حيث يمر الإرسال للأرض بواسطة القمر نفسه، كان هناك حاجة لأن تمّر الاتصالات عبر قمر اتصالات صناعي مناوب، والذي يتم وضعه في موقع يتمتع برؤية واضحة لكل من موقع الهبوط والأرض. لذلك، كجزء من برنامج استكشاف القمر الصيني، أطلقت إدارة الفضاء الوطنية الصينية، في 20 مايو 2018، القمر الصناعي المناوب للإتصالات (كويكياو) إلى نقاط لاغرانج L2 حول الأرض والقمر ليكون حلقة وصل بين الجوال على الجانب البعيد من القمر ومركز القيادة على الأرض.

نقاط لاغرانج بين الأرض والقمر: القمر الصناعي في مدار الهالة حول نقطة L_{2}، خلف القمر، ليكون لديه رؤية لكل من الأرض والجانب البعيد للقمر.

يعتمد القمر المُنوب على تصميم «تشانج آه 2»، وتبلغ كتلته 425 كجم، ويستخدم هوائي بطول 4.2 م لاستقبال إشارات (النطاق اكس) من مركبة الهبوط والمركبة الجوالة، ونقلها إلى مركز التحكم في الأرض من خلال (النطاق اس). استغرقت المركبة الفضائية 24 يومًا للوصول إلى نقطة L2، وذلك باستخدام الاندفاع بجاذبية القمر لتوفير الوقود.
في 14 يونيو 2018، أنَهت «كويكياو» عملية الحرق النهائية ودخلت مدار مهمة الهالة L2، والذي يبعد حوالي 65,000 كم عن القمر. ليصبح أول قمر اتصالات صناعي مناوب للجانب البعيد من القمر.

### مركبة الإنزال ومركبة «يوتو 2» المتجولة

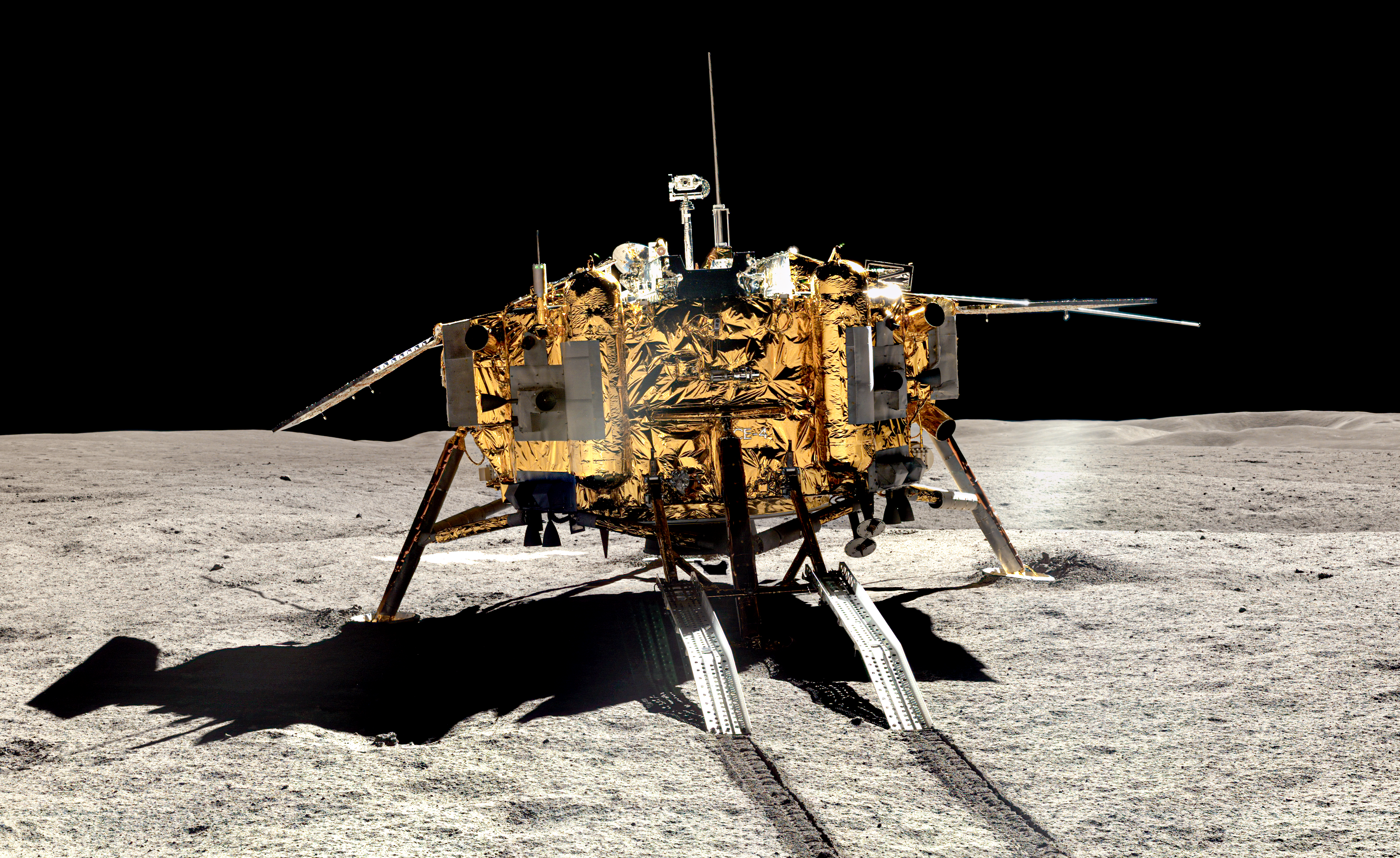
مركبة الهبوط «تشانج آه 4» وبعد فتحِها حسر النزول المصمم لخروج الجوال «يوتو 2».

كما هو الحال مع العديد من المهمات الفضائية الصينية، لم يُكشف الكثير عن تفاصيل المهمة والمركبة الفضائية. ما هو معروف هو أن جزءًا كبيرًا من تصميم مركبة الإنزال والمركبة المتجولة لمهمة تشانج آه 4 مبني على تصميم مهمة «تشانج آه 3» ومركبتها المتجولة «يوتو». في الواقع، بُنيت تشانج آه 4 كنسخة احتياطية لـ «تشانج آه 3»، واستنادا على الخبرة والنتائج من تلك المهمة، جرى تكييف تشانج آه 4 لتلائم تفاصيل المهمة الجديدة. أُطلقت المهمة على متن صاروخ «لونج مارش 3 بي» في 7 ديسمبر 2018، الساعة 18:23 بالتوقيت العالمي، بعد ستة أشهر من إطلاق القمر الصناعي «كويكياو» إلى القمر المُخصص لنقل الإشارات بين المركبة والأرض.
بلغت الكتلة الإجمالية عند الهبوط 1,200 كيلوجرام. زودت كل من مركبة الإنزال الثابتة ومركبة «يوتو 2» المتجولة بـ «وحدة تسخين بالنظائر المشعة» (آر إتش يو) للحفاظ على دفء أنظمتها الفرعية خلال الليالي القمرية الطويلة، بينما تُولد الطاقة الكهربائية بواسطة ألواح شمسية.
بعد الهبوط، أخرجت مركبة الإنزال منحدرًا لنشر مركبة يوتو 2 المتجولة (التي تعني حرفيًا «أرنب اليشم») على سطح القمر. تبلغ أبعاد المركبة المتجولة  1.5 × 1.0 × 1.0 متر (4.9 × 3.3 × 3.3 قدم) وتبلغ كتلتها 140 كيلوجرام (310 باوند). صُنعت يوتو 2 في مدينة «دونغ غوان» في مقاطعة «قوانغدونغ»؛ إذ تعمل بالطاقة الشمسية، وتُسخن بوحدة تسخين بالنظائر المشعة،  وتُدفع بواسطة ست عجلات. كانت الفترة التشغيلية الرمزية للمركبة المتجولة ثلاثة أشهر، ولكن مع الخبرة المُكتسبة من مركبة يوتو في عام 2013، حُسن تصميم يوتو 2 ويأمل المهندسون الصينيون أنها ستعمل لمدة «بضع سنوات». في ديسمبر 2019، حطمت يوتو 2 الرقم القياسي لأطول فترة تشغيلية على سطح القمر، الخاص بمركبة «لونوخود 1» المتجولة الخاصة بالاتحاد السوفيتي. 

## الأهداف العلمية
يحمل قمر الاتصالات الصناعي المُناوب ومركبة الهبوط والجوال أدوات علمية. حيث يقوم القمر الصناعي بإجراء قياسات فلكية راديوية، بينما ستقوم مركبة الهبوط والمركبة الجوالة بدراسة الجيوفيزياء لمنطقة الهبوط القمرية. تم توفير الأدوات العلمية جزئيًا من قبل شركاء دوليين في السويد وألمانيا وهولندا والمملكة العربية السعودية.

## التكلفة
وفقًا لنائب مدير المشروع، الذي لم يذكر مبلغًا محددًا، «تقترب تكلفة (المهمة بأكملها) من بناء كيلومتر واحد من مترو الأنفاق.» تتراوح تكلفة الكيلومتر الواحد من مترو الأنفاق في الصين من 500 مليون يوان (حوالي 72 مليون دولار أمريكي) إلى 1.2 مليار يوان (حوالي 172 مليون دولار أمريكي)، بناءً على صعوبة البناء.

## صور
- منظر لموقع الهبوط، مميز بسهمين صغيرين، تم التقاطه بواسطة مستكشف القمر المداري في 30 يناير 2019. [27]
- مركبة الهبوط (السهم الأيسر) والجوال (السهم الأيمن) على سطح القمر (صورة ناسا، 8 فبراير 2019). [28]
- مركبة الهبوط (في الوسط) والمركبة الجوالة (غرب-شمال غرب مركبة الهبوط) بعد 6 أشهر من الهبوط.